# Sofía Blasco
Sofía Blasco Paniagua, también conocida por su seudónimo Libertad Castilla (Biarritz, 1877-Ciudad de México, 1953), fue una escritora, periodista y dramaturga española.

## Trayectoria
Nació en Biarritz el 2 de abril de 1877, siendo la hija menor del matrimonio formado por Mariana Paniagua y el periodista, poeta y dramaturgo Eusebio Blasco Soler. En septiembre de 1899 se casó con Jaime Muñoz de Baena con quien tuvo un hijo.

### Dramaturga y periodista
Desde 1909 ya figura colaborando en revistas como Femina, de aparición mensual.
Su teatro era de carácter ligero que solo pretendía distraer. Alcanzó cierto renombre con sus comedias junto a autoras como la Condesa de San Luis, Pilar Millán Astray y Magda Donato entre otras.
En 1925 estrenó su primera obra dramática en San Sebastián, Rayo de luz, comedia en tres actos. En 1926 también en el Teatro Victoria Eugenia estrenó La marquesa de Arnold, ninguna de las dos obras fueron publicadas. Un año más tarde estrenó en Santander la comedia La Posada del reloj, una adaptación de una obra de su padre.
Dirigió la Revista Azul: revista trimestral ilustrada, que se publicó entre 1925 y 1928. En 1929, con motivo de la Exposición Iberoamericana de Sevilla, esta revista le dedicó un número extraordinario. Haciéndose eco de esa noticia, en la revista Blanco y Negro se publicó la primera foto que se tiene de ella. Ese mismo año falleció su esposo.
Colaboró en la revista Mujer, que se publicó entre el 6 de junio, poco después de proclamarse la República, y el 15 de diciembre de 1931, siendo el director Santiago Camarasa. En esta revista también colaboraban Halma Angélico, Rosa Arciniega, Carmen de Burgos, Josefina Calvert, Magda Donato, Concha Espina, Sara Insúa, Matilde Muñoz, Rosario del Olmo, Matilde Ras y Margarita Nelken, entre otras.
En 1930 se estrenó su obra Hacia la vida. Al año siguiente, en 1931, estrenó en el Teatro de la Zarzuela la obra Una tarde a modas, en la que actuaba también como actriz. Su última obra teatral conocida fue Redención, estrenada en 1933. Esta obra fue calificada por la crítica  como una comedia socialcristiana. No fue muy bien acogida entre cierto sector por su trama no acorde a la "feminidad" de su autora.
Fue redactora del periódico El Liberal, donde escribió una serie de artículos titulados Impresiones de una mujer. El 18 de octubre de 1936 publicó su último reportaje en El Liberal. En estos artículos utilizaba su seudónimo Libertad Castilla, también en sus colaboraciones en el diario La libertad.
Socia de la Asociación Nacional de Mujeres Españolas, participó en múltiples homenajes, como a Halma Angélico y Palacio Valdés entre otros, en los años 1935 y 1936. También en 1936 participó en el homenaje que se realizó en el Círculo de Bellas Artes de Madrid a los escritores de cuentos infantiles Magda Donato, Elena Fortún, Antoniorrobles y Salvador Bartolozzi. Una de las últimas ocasiones en que se reunieron intelectuales y artistas antes de la Guerra civil fue en el homenaje al poeta sevillano Luis Cernuda por la primera edición de su poemario La realidad y el deseo.

### La madrecita
Al comenzar la Guerra civil y tras visitar con el Socorro Rojo Internacional el frente de guerra en la sierra de Guadarrama, decidió ayudar colaborando directamente con las tropas republicanas creando y gestionando una cantina. Por esa labor fue conocida como "la madrecita". Surtía de las cosas más necesarias a los milicianos y milicianas que luchaban en el frente realizando también labores de enfermera. Magda Donato al escribir un reportaje en el que hablaba de las avanzadillas de Somosierra nombraba a Blasco y su labor:
"Distinguida escritora y simpatiquísima mujer que viene desde La Cabrera en busca de unos vales de panecillos para la “Cantina ambulante” que ha creado, ingeniosa iniciativa que ha sido acogida por el Gobierno con entusiasmo, y con más entusiasmo todavía por los combatientes, a quienes “la Madrecita”, como la llaman, les reparte café con leche por la mañana, y pan y chorizo por las tardes…"
En un artículo de El Liberal de Madrid solicitó en septiembre ropa de abrigo y su éxito fue rotundo.
A comienzos de 1937 fue evacuada junto a otros madrileños y marchó a Alicante. Viajó a París para representar al gobierno republicano en la Conferencia organizada por el Comité Mundial de Mujeres contra la Guerra y el Fascismo para ayudar al pueblo español. Recorrió Francia y Suiza como conferenciante desde finales de 1936 hasta que se incorporó a la plantilla de la Delegación de Propaganda en París a mediados de 1938. Sus conferencias atraían a un público formado por profesores y burgueses católicos. Realizó aproximadamente 250 conferencias en el país. Escribió relatos para la prensa afín a la causa republicana de dichos países  y fue protagonista de un retrato de Les militantes, firmado por María Rabaté en el número especial de Femmes en febrero de 1937. Por esta labor fue vigilada por la policía francesa en los mítines que daba -en un informe se la califica como amiga de Margarita Nelken-. En 1938 publicó  un libro suyo Peuple d’Espagne: journal de guerre de la ‘Madrecita’. 

### Exilio
Tras acabar la guerra, el 13 de julio de 1939,  Blasco y su hijo embarcaron hacia el exilio en el puerto de Burdeos en el vapor Mexique junto a 2200 mujeres y hombres republicanos, llegando a la ciudad mexicana de Veracruz el 27 de julio. Se instalaron en Ciudad de México y allí descartó seguir ejerciendo la profesión de escritora o periodista y abrió una sombrerería para mujeres.

## Reconocimientos
En diciembre de 2020, el periodista y escritor Fernando Olmeda publicó la novela MEXIQUE. La última crónica de Sofía Blasco (Editorial de la Fundación Pablo Iglesias), en la que rescata su biografía y su viaje junto a 2000 exiliados republicanos en julio de 1939.